# Tonkinencyrtus paradoxus
Tonkinencyrtus paradoxus är en stekelart som beskrevs av Sugonjaev 2002. Tonkinencyrtus paradoxus ingår i släktet Tonkinencyrtus och familjen sköldlussteklar.
Artens utbredningsområde är Vietnam. Inga underarter finns listade i Catalogue of Life.